# IAMSOUND Records
IAMSOUND Records es una compañía discográfica de Los Ángeles.  Comenzó como parte de  Worlds End Management, una de las más grandes compañías de producción en América, fundada en 2006 por Niki Roberton.
Su lista actual de artistas incluye a Lord Huron, Charli XCX, Io Echo, Kate Boy, entre otros. 
En 2012, Iamsound colaboró con el Museo de Arte Contemporáneo de Los Ángeles (MOCA, por sus siglas en inglés) para una galería de conciertos.

## Artistas[4]
- The Black Ghosts
- Bleeding Knees Club
- Charli XCX
- thecocknbullkid
- Cut Off Your Hands
- Florence and the Machine
- Fool's Gold
- Get Shakes
- Nikki Lane
- Little Boots
- Lord Huron
- MEN
- MS MR
- NewVillager
- Salem
- Suckers
- Sunny Day Sets Fire
- Telepathe
- Io Echo
- Kate Boy
- Banks